# Xã Alvwood, Quận Itasca, Minnesota
Xã Alvwood (tiếng Anh: Alvwood Township) là một xã thuộc quận Itasca, tiểu bang Minnesota, Hoa Kỳ. Năm 2010, dân số của xã này là 42 người.